# (13479) Vet
(13479) Vet est un astéroïde de la ceinture principale.

## Description
(13479) Vet est un astéroïde de la ceinture principale. Il fut découvert le 8 octobre 1977 à Nauchnyj par Lioudmila Tchernykh. Il présente une orbite caractérisée par un demi-grand axe de 2,31 UA, une excentricité de 0,19 et une inclinaison de 7,0° par rapport à l'écliptique.

## Compléments